# Carta de Milawata
La Carta de Milawata o de Millawanda (CTH 182) es una correspondencia diplomática de un rey hitita de Hattusa a un estado vasallo de Anatolia occidental, datada en la segunda mitad del siglo XIII a. C. El nombre de la carta hace referencia a la ciudad de Mileto, llamada Millawanda en licio y Milawata en hitita.

## Contenido
El tono en el que el rey hitita se dirige al receptor indica que en ese momento las relaciones entre ambos eran buenas, pero se le recuerda reiteradamente que su padre se había rebelado contra el rey hitita e incluso había tomado rehenes que aún no habían sido liberados. Por su parte, los hititas también habían tomado cautivos de otras ciudades que tampoco habían sido restituidos. Por otra parte, se pide al vasallo que haga todo lo posible para que un pretendiente real de la ciudad de Wilusa llamado Walmu fuera entregado a un representante hitita con el propósito de que los hititas pudieran reinstalarlo como rey allí. La razón para su título, "Carta de Milawata", es que menciona, en un contexto de interpretación dudosa, las fronteras de Milawata; también menciona las ciudades de Atriya y Utima que eran fronterizas entre los territorios de Milawata y Lukka.

## Contexto e implicaciones históricas
La identidad del receptor es motivo de debate: la carta se refiere a acontecimientos que incluyen Wilusa y Milawata. Además, tanto el territorio de Mira como el país del río Seha están comprendidos en esa zona. Ambos fueron desgajados del estado costero y de las alianzas de Arzawa, y ambos contaron con gobernantes en los últimos años del siglo XIV a. C. que se rebelaron contra Hatti. Burney (Historical Dictionary of the Hittites, 2006) y Bryce (Kingdom of the Hittites, 2005) consideran la Carta de Milawata como un escrito de Tudhaliya IV destinado al último rey de Mira, Tarkasnawa; también se ha propuesto como posible destinatario al hijo de Atpa de Milawata, representante en Ahhiyawa de los hititas y como posible remitente al rey Hattusili III.
De la ausencia de cualquier mención a Ahhiyawa en la carta se ha deducido que los hititas habían logrado sacar a Milawata del control de Ahhiyawa o, al menos, que la influencia de ese país en la zona se había debilitado.
Como la Carta de Manapa-Tarhunta (c. 1295 a. C.) y también la Carta de Tawagalawa (c. 1250 a. C.), menciona a Piyamaradu; pero como una figura del pasado. El mismo nombre de "Milawata", parece un desarrollo posterior, que dio paso a "Mil[w]atos" en LHIIIB / Lineal B de las tablillas de Pilos y de Tebas. El consenso de los estudiosos sitúa a la Carta de Milawata en la cola de estas series de cartas.